# 董石麟
董石麟（1932年—），浙江杭州人，浙江大学教授，从事空间结构研究方向的教学、科研工作。

## 生平
1951年毕业于杭高，1955年毕业于同济大学结构工程系，1997年当选为中国工程院院士。2009年獲浙江大学授竺可桢奖。
他曾担任《空间结构》杂志主编，任清华大学、同济大学、上海交通大学、东南大学、北京交通大学、贵州理工大学、昆明理工大学、中国建筑科学研究院兼职教授。